# Château de Souvigny
Le château de Souvigny est un édifice situé à Souvigny, en France.

## Localisation
Le château est situé près de l'église Saint-Marc, sur le territoire de la commune française de Souvigny, dans le département de l'Allier, en région Auvergne-Rhône-Alpes.

## Description
Reste d'un château des ducs de Bourbon.

## Historique
L'édifice est inscrit au titre des monuments historiques en 1931.